# David Bret
David Bret est un écrivain français (de langue anglaise), spécialiste des biographies, né le 8 novembre 1954 à Paris.